# Belägringen av Fort Oswego
Belägringen av Fort Oswego ägde rum den 11-14 augusti 1756 under det fransk-indianska kriget. Fort Oswego föll för en fransk styrka och dess skansar och varv förstördes. Besättningen blev krigsfångar men en del av dem överfölls och dödades av Frankrikes indianska allierade.

## Bakgrunden
I varven vid Oswego höll den brittiska armén på att bygga en flotta av små örlogsfartyg. När de var färdigställda skulle de lätt kunna skära av de franska förbindelserna över Ontariosjön och vidare till Fort Duquesne. Utan tillförsel av handelsvaror skulle fransmännen snart överges av sina allierade indiannationer i Ohiolandet. Det var därför nödvändigt att fransmännen förstörde varvet. Montcalm hade 1755 anlänt från Frankrike i spetsen för fyra infanteribataljoner, snart förstärkta till sex; de första reguljära arméförband i Nya Frankrike på etthundra år. Det var dessa trupper som nu utgjorde kärnan i försvaret av Kanada. En bataljon från vardera regementena La Reine och Languedoc grupperades 1756 vid Fort Carillon för att stödja fronten längs axeln Lake Champlain-Lake George. Den styrka som skulle ta Oswego grupperades i Niaouréviken. Den bestod av en första fördelning med två bataljoner från respektive regementena Guyenne och la Sarre och en andra fördelning om en bataljon från regementet Bearn samt kanadensisk milis. 

## Belägringen

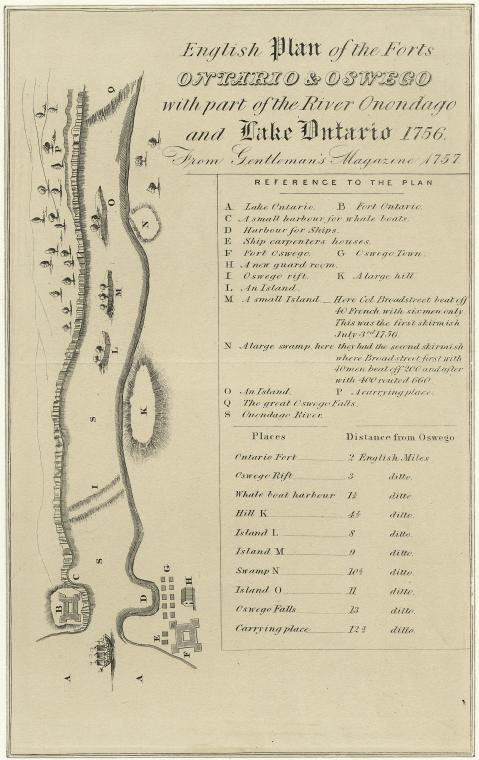
B = Fort Ontario; F=Fort Oswego (1756)

Försvarsverken vid Oswego bestod av Fort Oswego, ett vallomgärdat blockhus av sten vid själva handelsstationen och varven, Fort George, en nyss påbörjad skansanläggning på en kulle sydväst därom och Fort Ontario, en skans på den nordöstra sidan av Oswegoflodens mynning. Besättningen utgjordes av 50:e och 51:a brittiska fotregementena och en avdelning från New Jerseys provinsregemente. Dessutom fanns i Oswego 140 civilanställda varvsarbetare och 160 civila av bägge könen. Belägringen tog sin början den 11 augusti när indianer och kanadensare omringade Fort Ontario och ett batteri fördes fram. Nästa dag landsattes en bataljon från Béarn, trots eldgivning från ett brittiskt barkskepp. Sent på natten började de franska trupperna gräva en skyttegrav framför Fort Ontario vilket ledde till att besättningen övergav fortet och dess 12 artilleripjäser och tog sig över floden till Oswego. Fransmännen byggde eldställningar för 20 pjäser framför den övergivna skansen och öppna eld mot Fort Oswego och Fort George. Den 14 augusti gick indianer och kanadensare över floden och nästlade sig in i terrängen mellan Fort George och Fort Oswego. Senare överfördes nio artilleripjäser som öppnade eld mot Fort George. På kvällen hissades vit flagg i Oswego och kapitulationsförhandlingar inleddes.  

## Kapitulationen
De brittiska försvararna överlämnade sig i fransk krigsfångenskap. Fransmännen tog kontroll över försvarsverken och varvsanläggningarna och började förstöra dem. I kapitulationen ingick även tre örlogsfartyg. Efter kapitulationen började de allierade indianerna att ge sig på krigsfångarna, de trängde sig förbi de franska soldaterna och släpade bort ett femtontal britter i fångenskap, invaderade det brittiska lasarettet och dödade och skalperade patienterna. De försökte också ge sig på garnisonen i Fort Oswego när den marscherade ut, men de franska reguljära trupperna höll dem på avstånd och snart var alla krigsfångar förda i säkerhet. Montcalm återköpte dem som indianerna tagit som fångar. Men de krigsfångar som försökte fly genom skogarna till Fort Stanwix blev nästan alla upphunna och dödade av indianerna.